# Кравцова, Надежда Александровна
Надежда Александровна Кравцова (Надя Богданова, в замужестве — Кравцова; 28 декабря 1931, д. Авданьки, Витебская область, Белорусская ССР — 21 августа 1991, Витебск, Белорусская ССР) — участница партизанского движения в Беларуси в годы Великой Отечественной войны. Самый юный пионер-герой в СССР. В возрасте 9 лет стала разведчицей в партизанском отряде, действовавшем на Витебщине. Награждена орденами Красного Знамени, Отечественной войны I степени, Отечественной войны II степени и медалями «За отвагу», «За боевые заслуги», «Партизану Отечественной войны I степени». Занесена в книгу почёта Белорусской республиканской пионерской организации имени Ленина.

## Биография
Надежда Богданова родилась 28 декабря 1931 года в деревне Авданьки Городокского района Витебской области Белорусской ССР.

### Великая Отечественная война
С началом войны Могилёвский детский дом, в котором жила Надя, эвакуировали из Беларуси в город Фрунзе (ныне Бишкек, Кыргызстан). За Смоленском на поезд с эшелоном, в котором ехали детдомовцы, налетели немецкие самолёты и трижды сбросили бомбы: много детей погибло, оставшиеся в живых убежали в лес и разбрелись кто куда. Надя и её товарищ Юра Семёнов через три недели добрались до оккупированного немцами Витебска. Чтобы не умереть от голода, они ходили по деревням Витебского и Городокского районов и просили милостыню.
Осенью 1941 года Надя Богданова была принята в партизанский отряд «Путивльский». 7 ноября 1941 года, в годовщину Великой Октябрьской революции, Наде Богдановой и Ване Звонцову было поручено поднять в Витебске три красных знамени. Первое знамя они установили на железнодорожном вокзале, второе — на здании ремесленного училища и третье — на заброшенной папиросной фабрике. После выполнения задания на рассвете юные партизаны вышли на дорогу, где фашисты их остановили, обыскали и нашли у них папиросы, которые они взяли на фабрике для партизан. Их привели в штаб, долго пытали и приказали расстрелять. По одной из версий, Надя упала в обморок и пришла в себя среди трупов. По другой — упала в ров и потом очнулась у берега.
В начале февраля 1943 года в захваченных населённых пунктах Беларуси гитлеровцы устанавливали огневые точки, минировали дороги, вкапывали в землю танки. В одном из таких мест — в деревне Балбеки Шарковщинского района Витебской области — необходимо было провести разведку и установить, где у немцев замаскированы пушки, пулемёты, где стоят часовые, с какой стороны лучше атаковать деревню.
После неудачной попытки партизан получить сведения, в которой отправленная группа понесла потери, командование отряда решило отправить на это задание начальника разведки Ферапонта Слесаренко и Надю Богданову. Надя, переодевшись нищенкой, должна была разведать деревню, а Слесаренко — прикрывать её отход в лесу неподалёку от деревни. После получения сведений партизаны должны были дать сигнальную ракету для наступления на Балбеки. В ночь на 5 февраля 1943 года 2-я Белорусская бригада имени Пономаренко ударила по фашистам с обеих сторон деревни. Тогда Надя впервые участвовала в ночном бою. В этом бою Слесаренко ранило в левую руку: он упал и на какое-то время потерял сознание. Надя перевязала ему рану. В небо взмыла зелёная ракета, которая была сигналом от командира всем партизанам отходить в лес. Надя и раненный Слесаренко пытались уйти в отряд, но в глубоких сугробах Слесаренко потерял много крови и изнемог. Он приказал Наде оставить его и отправиться в отряд за помощью. Подложив под командира еловых веток, Надя отправилась в отряд.
В конце февраля 1943 года партизанам-подрывникам 6-го отряда под командованием Блинова был дан приказ заминировать возле деревни Стаи Езерищенского района (ныне Городокский район) Витебской области перекрёсток шоссейных дорог Невель — Великие Луки — Усвяты и взорвать мост, который охранялся полицаями, чтобы перекрыть движение фашистов в сторону Ленинграда. В этой операции участвовали Надя Богданова и Юра Семёнов. Когда дети заминировали мост и начали возвращаться в отряд, их остановили полицаи. Надя стала прикидываться нищенкой, тогда они обыскали её и нашли в её рюкзачке кусок взрывчатки. Надю и Юру стали допрашивать, в этот момент раздался взрыв и мост взлетел на воздух. Полицаи поняли, что это дети заминировали его, и, связав их, бросили в сани и повезли в гестапо. Там Юру расстреляли, а Надю семь дней пытали, выжигали на спине звезду, обливали на морозе ледяной водой, ставили на раскалённые камни. Не добившись от неё сведений, фашисты бросили истерзанную и окровавленную девочку на мороз, решив, что она не выживет.
Надю подобрала местная жительница Лидия Шиёнок и отнесла к себе в дом в деревню, где размещался штаб 2-й Белорусской бригады имени Пономаренко.

### После войны
Через три года после войны академик В. П. Филатов восстановил Наде зрение. Она жила в Витебске и не говорила, что воевала. Только через 15 лет, когда её командир в радиопередаче упомянул о «Разведчице Наде», как о погибшей (?), она откликнулась, и стало известно о её военном детстве. Надежда вышла замуж и воспитала 4 детей — как своих (рождённых ею), так и детей женщины, приютившей и выхаживавшей её во время войны. Вела переписку с пионерами и белорусскими краеведами.

## Образ в искусстве
- О Наде Богдановой — одна из книжек изданного в СССР сборника книжек «Пионеры-герои» (сборник тонких книжек формата А4, сложенных вместе с большим листом с портретами пионеров-героев в папку с типографскими надписями и рисунками на ней (на папке); каждая книжка рассказывает об одном из пионеров-героев).
- Надя Богданова стала прототипом Нади — главной героини аниме-мультфильма «Первый отряд» (первая серия (из четырёх) вышла в 2009-м году, остальные три серии не были сняты). Но действия в Великой Отечественной войне Нади из мультфильма — иные, нежели действия в войне реальной Нади Богдановой.